# Erik Durschmied
Erik Durschmied (Vienna, 25 dicembre 1930) è uno scrittore e giornalista austriaco.

## Biografia
Nato in un quartiere distrutto dalle bombe della Seconda guerra mondiale, Durschmied si trasferisce nel 1952 in Canada, dove si laurea presso la McGill University. Diventa corrispondente di guerra per alcune televisioni: dal 1959 al 1971 è corrispondente per la BBC e dopo il periodo per la BBC, ha collaborato con la CBS. 
È stato come inviato in svariati conflitti: Vietnam, Afghanistan, Iraq, Iran; è stato corrispondente anche a Beirut e a Belfast. Per la BBC ha intervistato grandi protagonisti del XX secolo: John F. Kennedy, Salvador Allende, David Ben Gurion e Saddam Hussein. 
Durante i suoi anni sui fronti della guerra, ha realizzato alcuni film e documentari: si ricorda un documentario su Fidel Castro.
Si è dedicato alla scrittura realizzando alcun best seller: il suo libro più importante è L'altra faccia degli eroi. Come la fortuna e la stupidità hanno cambiato la storia, libro che narra di alcuni errori apparentemente irrilevanti, ma che sono costati vite e sconfitte.
Ha anche insegnato storia militare presso l'Accademia Militare di Vienna.

## Opere
- Il generale inverno. Come i capricci del clima hanno vinto le guerre
- Rivoluzione. Il rivoluzionario vero è il rivoluzionario morto
- L'altra faccia degli eroi. Come la fortuna e la stupidità hanno cambiato la storia
- Eroi per caso. Come l'imprevisto e la stupidità hanno vinto le guerre
- Eroi per forza. Sono i vincitori a dettare la storia
- Il generale inverno. Come i capricci del clima hanno vinto le guerre
- Eroi senza gloria. Gli sconosciuti che hanno cambiato la storia
- Attenti al dragone. Quando la Cina varca i confini, il mondo trema